# Historische Gesellschaft Bremen
Die Historische Gesellschaft Bremen erforscht seit 1861 die Geschichte, insbesondere die Geschichte von Bremen. Die Gesellschaft veranstaltet und unterstützt Vorträge, Exkursionen, historische Forschungsvorhaben und Publikationen zur Pflege des allgemeinen Geschichtsbewusstseins.

## Historische Gesellschaft
Die Historische Gesellschaft Bremen besitzt die Rechtsform eines eingetragenen Vereins mit anerkannter Gemeinnützigkeit. Mitglieder sind Personen, Behörden, Gesellschaften, Institute, Firmen, Körperschaften und Vereine. 
Vorsitzender des Vereins ist seit 2004 Konrad Elmshäuser, Stellvertretende Vorsitzende ist Gabriele Hoffmann. Die Geschäftsstelle befindet sich im Staatsarchiv Bremen, Am Staatsarchiv 1.
Die Historische Gesellschaft organisiert jährlich etwa zehn bis fünfzehn Vorträge und Veranstaltungen. Sie beteiligt sich an der Herausgabe des Bremischen Jahrbuches, führt mehrere Studienfahrten durch und unterstützt weitere Veröffentlichungen zur Geschichte.
Die Mitgliederzahlen schwankten in der Vergangenheit erheblich: 1862 waren anfänglich 466 Mitglieder, dann 1867 noch 351, 1871 knapp 300, 1886 nur noch 104 und 1904 nur 46 Mitglieder im Verein. 1914 gab es wieder rund 130 Mitglieder, 1925 rund 450, 1936 noch 306 Mitglieder. Nach dem Krieg waren um 1947 noch 220 Mitglieder, 1956 schon wieder 489 und 1977 dann 676 sowie 1987 rund 950 und im Jahr 2000 schließlich 792 Mitglieder in der Historischen Gesellschaft. Bis Ende 2019 ging die Zahl der Mitglieder auf 538 zurück.

## Bremisches Jahrbuch
Der Verein gibt zusammen mit dem Staatsarchiv Bremen zumeist jährlich das Bremische Jahrbuch heraus, das 1863 erstmals mit wissenschaftlichen Aufsätzen und dem Besprechungsteil erschien. Von 1944 bis 1946 konnte das Jahrbuch kriegsbedingt nicht erscheinen. Die hohen Druckkosten und der nicht mehr ehrenamtlich zu bewältigende Aufwand führten dazu, dass seit 1975 – mit dem Band 53 – die Herausgabe und die Redaktion des Jahrbuchs von der Historischen Gesellschaft auf das Staatsarchiv übergegangen war und das Jahrbuch nun „in Verbindung mit der Historischen Gesellschaft“ herausgegeben wurde. Das Jahrbuch bringt Aufsätze, kurze Beiträge (Miszelle), Rezensionen, Hinweise und Vereinsnachrichten heraus.

## Geschichte

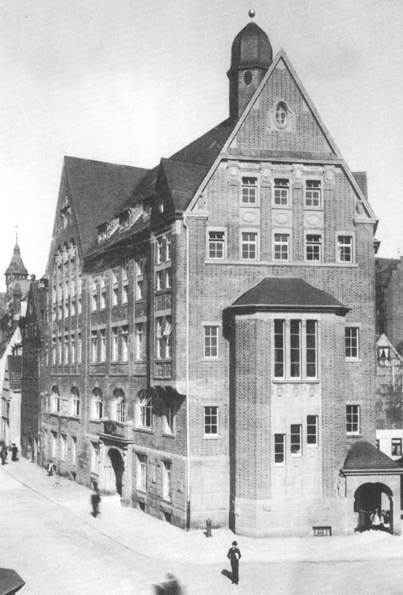
Staatsarchiv und Sitz der Historischen Gesellschaft von 1910 bis 1944 an der Tiefer

Die Historische Gesellschaft wurde als Verein für bremische Geschichte und Alterthümer 1861 gegründet. Am 19. März 1862 wurden die ersten Statuten genehmigt.
Schon seit 1847/1848 gab es erste Bestrebungen, einen Verein für die bremische Geschichte zu gründen. Das Anliegen wurde vom Bürgermeister Johann Smidt unterstützt, aber in den Wirren der Revolution dann nicht realisiert. 1854 forderte Smidt, dass für die „vaterstädtische Geschichtsschreibung“ mehr Sorge getragen werden müsse. Erst 1858 wurde der Historiker Diedrich Ehmck vom Senat der Freien Hansestadt Bremen beauftragt, die Herausgabe eines Urkundenbuchs vorzubereiten. Die hanseatischen Schwesterstädte Lübeck und Hamburg hatten bereits seit geraumer Zeit entsprechende Vereinigungen. 1861 konnte das Vorhaben für einen Geschichtsverein, vor allem durch Ehmck und seine Aufsätze, wieder belebt werden. Ein guter Anlass waren dann auch Funde bei den Ausgrabungen zum Bau der neuen Börse. Eine Gruppe von 16 namhaften Bürgern bildete am 13. Juli 1861 zunächst eine „Sektion zur Erhaltung bremischer Altertümer“ und am 11. September 1861 wurde das erste Statut beschlossen.
1862 schlossen sich die Gründer jedoch zunächst dem seit 1856 bestehenden mitgliederstarken Künstlerverein als eine „Abteilung für bremische Geschichte und Altertümer“ an. 1863 erschien erstmals das Bremische Jahrbuch. 1871 erfolgte die Namensänderung in Historische Gesellschaft, die nun von einem eigenen, unabhängigen Vorstand der Abteilung geführt wurde, mit dem Ziel zur Erforschung der bremischen und der allgemeinen Geschichte. Die sehr enge Bindung an den Künstlerverein führte zu einem drastischen Mitgliederschwund, da die Mitglieder in beiden Gruppierungen Mitglied sein mussten. Erst 1904, als es nur noch 46 Mitglieder gab, konnten Mitglieder auch nur der Historischen Gesellschaft beitreten. Die Gesellschaft wurde zunehmend selbstständig. Bis 1915 war das Künstlervereinhaus (heute Haus der Glocke) Domizil der Historischen Gesellschaft. Als sie diesen Sitz verlassen musste, fand sie Bleibe im Staatsarchiv, zunächst im Gebäude Auf der Tiefer und nach dem Zweiten Weltkrieg im Rutenberghaus und aktuell beim Neubau des Staatsarchivs am Präsident-Kennedy-Platz.
Die Historische Gesellschaft war stets mit dem Staatsarchiv Bremen verbunden. Archivare führten viele Jahre den Vorsitz oder waren zahlreich im Vorstand vertreten. Der Verein war lange im Staatsarchiv beheimatet und zahlreiche Veranstaltungen finden und fanden im Staatsarchiv statt.
Ein bedeutender Vorsitzender war von 1912 bis 1950 der Staatsarchivar Hermann Entholt. 1924 gründete die Historische Gesellschaft mit zwei anderen Vereinigungen die Bremer Wissenschaftliche Gesellschaft, später dann Wittheit zu Bremen genannt. Entholt war längere Zeit gleichzeitig Präsident der Wittheit und der Historischen. 1928 erschienen neben dem Jahrbuch auch die Bremischen Weihnachtsblätter. Auch in der Zeit des Nationalsozialismus konnte die Gesellschaft ohne sonderliche Behinderung ihre Arbeit fortführen. Nach dem Zweiten Weltkrieg gelang es Entholt bereits 1946, den Verein wieder zu beleben.
Wichtige Veröffentlichungen waren in den 1960er Jahren die Bremische Biografie 1912–1962 mit 544 Lebensläufen und 1000 Jahre Bremer Kaufmann als Jahrbuch Band 50 von 1965. Die Zahl der Vorträge und Exkursionen nahm deutlich zu und der Verein wuchs. 1964 führten Konflikte im Vorstand dazu, dass sich drei Archivare (Karl Heinz Schwebel, Wilhelm Lührs und Fritz Peters) bis 1974 aus der Arbeit der Gesellschaft zurückzogen.

## Vorsitzer
- Diedrich Ehmck, 1862 Schriftführer des Künstlervereins, von 1862 bis 1875 Vorsitzender der Abteilung Bremische Geschichte und Altertümer; er wurde 1875 Senator.
- Wilhelm von Bippen, 1875 bis 1881, war von 1875 bis 1914 Leiter des Staatsarchivs
- ?, von 1881 bis 1893
- Wilhelm von Bippen wieder von 1893 bis 1912
- Hermann Entholt, von 1912 bis 1950; war von 1914 bis 1936 Direktor des Staatsarchivs
- Friedrich Prüser, von 1950 bis 1973; war 1937 bis 1945 und 1949 bis 1957 Direktor des Staatsarchivs
- Horst Heuer, 1973 bis 1974, Studienrat
- Gerhard Gerkens, 1974 bis 1977, Kustos an der Kunsthalle
- Eugen De Porre, 1977 bis 199?
- Dieter Hägermann, 1994 bis 2004, Universitätsprofessor
- Konrad Elmshäuser, seit 2004; ist seit 2003 Direktor des Staatsarchivs

## Veröffentlichungen
- Historischen Gesellschaft Bremen: Bremische Jahrbücher.
- Staats- und Universitätsbibliothek Bremen: Digitale Sammlung der Bremischen Jahrbücher von Band 1 (1863) bis Band 97 (2018).